# Моррис, Ева
Ева Моррис (англ. Eva Morris; 8 ноября 1885, Ньюкасл-андер-Лайм — 2 ноября 2000, Стоун, графство Стаффордшир) — английская долгожительница, была признана Книгой рекордов Гиннесса самой старой женщиной в мире, с 30 декабря 1999 года и до её смерти 2 ноября 2000 года.

## Биография
Ева Моррис умерла естественной смертью (во сне) в 1:24 дня в возрасте 114 лет 360 дней, не дожив чуть меньше недели до 115-летнего юбилея.
Утверждалось что женщине из Доминики Элисабет Исраэль исполнилось 125 лет, но в Книге рекордов Гиннесса заявили, что дата рождения и дата смерти Евы были документально подтверждены.
Моррис в интервью рассказала что прожила столь долгую жизнь, потому что много трудилась на работе, кроме того она любила виски. Также она любила есть варёный лук, и часто проводить время на природе, катаясь на велосипеде.
Моррис работала наёмной домработницей, в 1930 году скончался её муж. До того как ей исполнилось 107 лет Ева Моррис жила в своей квартире, потом она переехала в дом престарелых. Единственный ребёнок Евы умер от рака в 1975 году в возрасте 62 лет.